# Łysostopek wodnisty

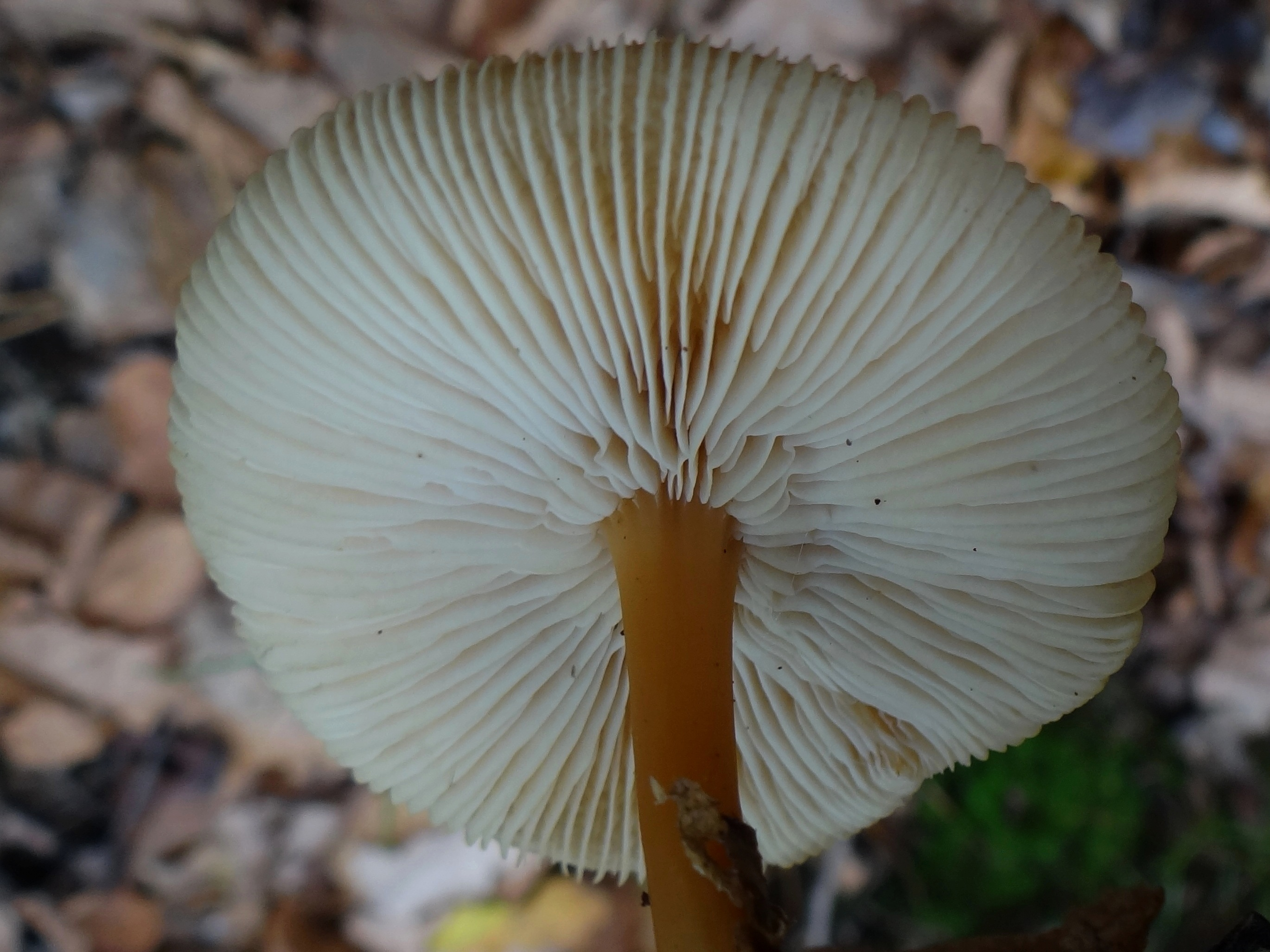

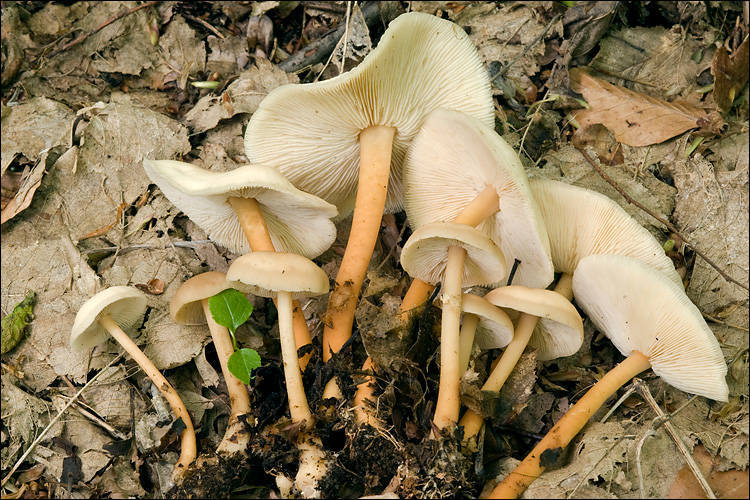

Łysostopek wodnisty (Gymnopus aquosus (Bull.) Antonín & Noordel.) – gatunek grzybów należący do rodziny Omphalotaceae.

## Systematyka i nazewnictwo
Pozycja w klasyfikacji według Index Fungorum: Gymnopus, Omphalotaceae, Agaricales, Agaricomycetidae, Agaricomycetes, Agaricomycotina, Basidiomycota, Fungi.
Po raz pierwszy takson ten zdiagnozował w 1781 r. Jean Baptiste François Pierre Bulliard, nadając mu nazwę Agaricus aquosus. Obecną, uznaną przez Index Fungorum nazwę, nadali mu w 1997 r. Vladimir Antonín i Machiel Evert Noordeloos, przenosząc go do rodzaju Gymnopus. Synonimy naukowe:
- Agaricus aquosus Bull. 1781
- Collybia aquosa (Bull.) P. Kumm. 1871
- Collybia aquosa (Bull.) P. Kumm. 1871 var. aquosa
- Collybia dryophila var. aquosa (Bull.) Quél. 1886
- Collybia dryophila var. oedipus Quél. 1888
- Marasmius dryophilus var. aquosus (Bull.) Rea 1922
- Marasmius dryophilus var. oedipus (Quél.) Rea 1922

Nazwę polską podał Władysław Wojewoda w 2003 r., dawniej gatunek ten w polskim piśmiennictwie mykologicznym opisywany był przez Franciszka Błońskiego jako bedłka wodnista.

## Morfologia
Kapelusz
O średnicy 2,5–6,5 cm, gładki i nagi. Za młodu półkulisty lub łukowaty, u starszych okazów natomiast płaski, o lekko wklęśniętym środku. Brzeg ostry, za młodu podwinięty, potem wyprostowany, u starszych okazów faliście powyginany i czasami wygięty do góry. Jest higrofaniczny; w czasie suchej pogody jest niemal biały, w czasie wilgotnej natomiast ma kolor od jasnożółtego do ochrowego i brzegi prześwitująco karbowane.
Blaszki
Gęste, cienkie, przyrośnięte do trzonu, w kolorze od białego do kremowego. Ich ostrza są tego samego koloru i oszronione.
Trzon
Wysokość 2–7 cm, grubość 2–4 mm, cylindryczny, rurkowato dęty, kruchy. Charakterystyczną cechą jest rozszerzenie trzonu u podstawy oraz różowawa grzybnia obrastająca podstawę trzonu. Powierzchnia gładka i naga, w górnej części ma barwę bladożółtą, poza tym w takim samym kolorze jak kapelusz.
Miąższ
Cienki, jasnożółty, wodnisty. Smak nieznaczny, zapach przyjemny, grzybowy.
Wysyp zarodników
Biały.
Cechy mikroskopowe
Zarodniki o kształcie od elipsoidalnego do wrzecionowatego, gładkie. Na jednym z końców posiadają dzióbek. Rozmiary: 5–7,5 × 3–4 μm.
Gatunki podobne
- łysostopek pospolity (Gymnopus dryophilus) ma ciemniejszy kapelusz, niezgrubiały trzon i nie posiada grzybni na podstawie trzonu[3]
- łysostopek bursztynowy (Gymnopus ocior) jest ciemniejszy i często ma żółtawe blaszki[4]
- twardzioszek przydrożny (Marasmius oreades) ma elastyczny trzon, rzadkie blaszki i rośnie na łąkach i pastwiskach[3].

## Występowanie i siedlisko
Znany jest tylko w Europie. Jest szeroko rozprzestrzeniony, ale niezbyt częsty. W Polsce jego rozprzestrzenienie i częstość występowania nie są znane. Do 2003 r. w piśmiennictwie naukowym podano 6 jego stanowisk na terenie Polski.
Saprotrof. Zazwyczaj występuje w grupkach składających się z kilku owocników. Występuje na niżu i na terenach podgórskich w lasach liściastych, mieszanych i iglastych i na torfowiskach. Rośnie na ziemi, zazwyczaj w trawach, mchach i w ściółce leśnej. Owocniki pojawiają się od maja do sierpnia.

## Znaczenie
Grzyb jadalny.